# Вірменфільм
Кіностудія «Вірменфільм» імені Амо Бекназаряна (вірм. Համո Բեկնազարյանի «Հայֆիլմ» կինոստուդիան) — вірменська кіностудія художніх і анімаційних фільмів.

## Історія
Кіностудія створена в 1923. Тоді вона називалася «Держкіно» при Наркомі Вірменської РСР.
У 1920 оператор А. Лемберг виробляє хронікальні зйомки в Єревані про перші дні радянської влади у Вірменії. Згодом проходить націоналізація приватних кінотеатрів і створення акціонерного товариства «Держфотокіно Вірменії».
У 1926 А. Бек-Назарян знімає перший радянський вірменський художній фільм «Намус» за романом А. Ширванзаде. 1935 року було знято перший вірменський звуковий фільм «Пепо» за п'єсою Г. Сундукяна (реж. А. Бек-Назаров). За розповіддю О. Туманяна у 1938 Л. Отаманов поставив першу вірменську мультиплікацію «Пес і кіт».
У воєнні часи (1941—1945 рр.) Єреванська кіностудія випускає хронікальні фільми про німецько-радянську війну 1941—1945 рр., історико-патріотичний фільм «Давид-Бек» (режисер А. Бек-Назаров), документальні — «Вірменський кіноконцерт» і «Країна рідна» (під художнім керівництвом О. Довженка).

## Фільмографія
- 1932 — «Подія в місті Сен-Луї»
- 1955 — «Золотий бичок»
- 1955 — «У пошуках адресата»
- 1956 — «Бранці Барсової ущелини»
- 1958 — «Пісня першого кохання»
- 1959 — «Про що шумить річка»
- 1960 — «Хлопці музкоманди»
- 1961 — «Дорога»
- 1962 — «Води піднімаються»
- 1962 — «Кільця слави»
- 1963 — «Шлях на арену»
- 1967 — «Каріне»
- 1968 — «Жила людина»
- 1972 — «Хроніка єреванських днів»
- 1973 — «Останній подвиг Камо»
- 1974 — «Тверда порода»
- 1976 — «Рудий літак»
- 1977 — «Приїхали на конкурс кухарі»
- 1982 — «Гікор»
- 1982 — «Пісня минулих днів»
- 1983 — «Запалений ліхтар»
- 1989 — «І повториться все…»